# John Stillings
John Stuart Stillings (ur. 23 lipca 1955 w Mount Kisco) – amerykański wioślarz (sternik), srebrny medalista olimpijski.

## Kariera
Wystąpił na igrzyskach olimpijskich w Los Angeles w 1984, gdzie osada USA w składzie: Thomas Kiefer, Gregory Springer, Michael Bach, Edward Ives i John Stillings zdobyła srebrny medal w czwórkach ze sternikiem. W finale A o 1,64 sekundy przegrali z osadą Wielkiej Brytanii, a o 3,40 sekundy wyprzedzili osadę Nowej Zelandii. Był to jego jedyny start olimpijski.
Ponadto zdobywał złote medale w ósemkach na igrzyskach panamerykańskich w Caracas (1983) i igrzyskach panamerykańskich w Santo Domingo (2003). 
Był też między innymi czwarty w ósemkach wagi lekkiej na mistrzostwach świata w Hazewinkel (1980), gdzie osada USA przegrała walkę o medal z Hiszpanami o 0,91 sekundy. Na rozgrywanych pięć lat później mistrzostwach świata w Hazewinkel zajął piąte miejsce w czwórkach ze sternikiem.
Kształcił się na University of Washington. Po zakończeniu kariery został malarzem, tworząc głównie pejzaże.
Jego żona, Betsy Beard, także była wioślarką.